# Жалкум
Жалку́м — песчаный массив в Прибалхашье на территории Алматинской области республики Казахстан. Расположен в Балхаш-Алакольской котловине, к югу от озера Балхаш, занимая междуречье рек Каратал и Аксу; на севере переходит в песчаный массив Люккум, выходящий непосредственно к берегам озера. В песках Жалкума теряются воды Биена (Биёна) и его притоков, питающие озёра Ушколь-2 и Шарааякколь, превратившийся в соляной сор.